# Risako Kawai
Risako Kawai-Kinjo (jap. 川井梨紗子 Kawai Risako; ur. 21 listopada 1994) – japońska zapaśniczka. Złota medalistka olimpijska z Rio de Janeiro 2016 w kategorii 63 kg i z Tokio 2020 w kategorii 57 kg.
Złota medalistka mistrzostw świata w 2017, 2018, 2019 i 2024; druga w 2015 i siódma w 2013. Srebrna medalistka igrzysk azjatyckich w 2018. Zdobyła złoty medal na mistrzostwach Azji w 2014, 2016, 2017 i 2020; brązowy w 2024. Zdobywczyni Pucharu Świata w 2014, 2015, 2018 i 2019. Mistrzyni świata juniorów w 2013 i 2014 roku.
Mistrzyni Japonii z 2015 roku w wadze do 60 kg.
Absolwentka Shigakkan University w Ōbu.
Jej siostra Yukako Kawai wygrała Puchar Świata w 2017. Matka Hatsue Kotaki zajęła siódme miejsce na mistrzostwach świata w 1989, a ojciec Takahito startował w zawodach krajowych w zapasach.